# Airco DH.1
Airco DH.1 – brytyjski samolot myśliwski i rozpoznawczy z okresu I wojny światowej.

## Historia
W 1914 roku głównym konstruktorem w wytwórni lotniczej Aircraft Manufacturing Company Limited, produkującej samoloty na podstawie licencji braci Farman, został Geoffrey de Havilland, który opracował pierwszy samolot wytwórni. Od jego nazwiska otrzymał on oznaczenie DH.1. Prototyp samolotu był gotowy w styczniu 1915 roku i po oblataniu znalazł się w zainteresowaniu lotnictwa brytyjskiego z uwagi na ustawienie stanowiska obserwatora z przodu (co zapewniało doskonałą widoczność) i planowane jego uzbrojenie. Royal Flying Corps zwróciło jednak uwagę na słabe osiągi samolotu, a zwłaszcza na małą moc silnika. Pomimo zainteresowania lotnictwa, wytwórnia zrezygnowała z jego produkcji na rzecz budowy kolejnego samolotu Airco DH.2. Wytwórnia przekazała jednak plany DH.1 do wytwórni Savages Limited of King’s Lynn, w której zamontowano w samolocie silnik Beardmore o mocy 121 KM, przez co poprawiły się jego osiągi, choć jednocześnie zwiększyła się masa. W wytwórni tej wyprodukowano 99 samolotów z mocniejszym silnikiem, oznaczonych jako DH.1A. Samoloty produkowane seryjnie zostały także wyposażone w karabin maszynowy obsługiwany przez obserwatora.

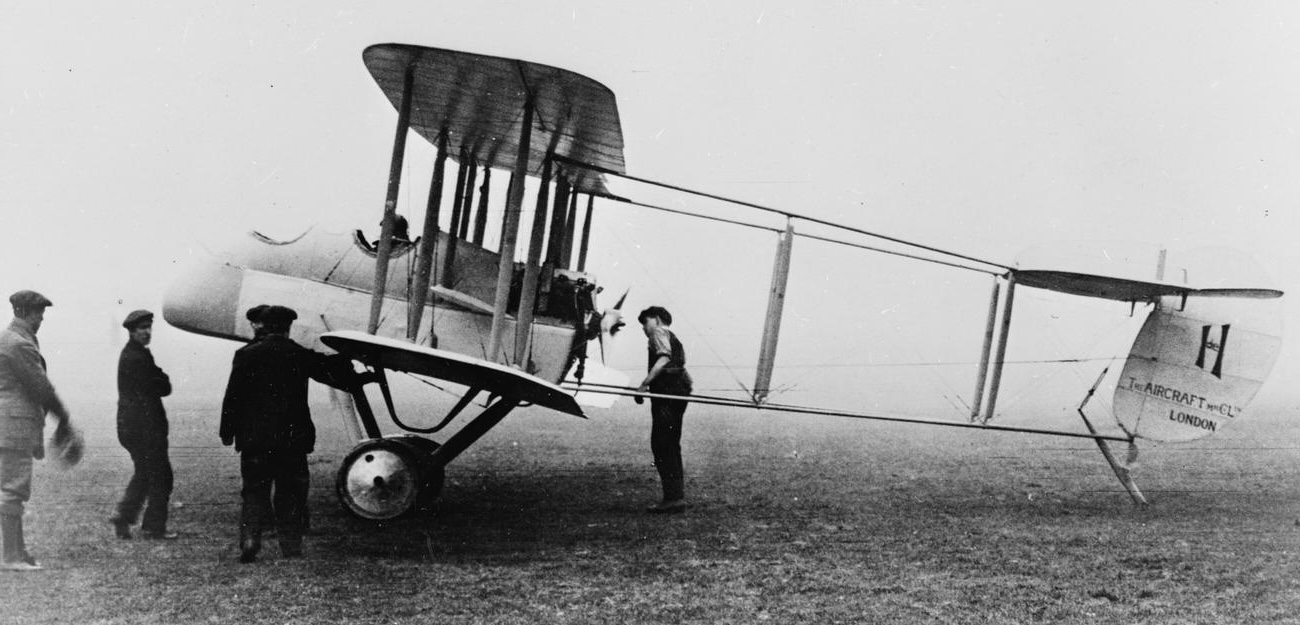
Prototyp samolotu DH.1

## Użycie w lotnictwie
Samoloty DH.1A znalazły się na wyposażeniu lotnictwa brytyjskiego, gdzie służyły w 14. dywizjonie RFC, działającym na Bliskim Wschodzie. Jeden z tych samolotów znalazł się na wyposażeniu 1. dywizjonu Australian Flying Corps. Samolot użytkowano na froncie na Bliskim Wschodzie do 1917 roku. Pozostałe samoloty służyły do szkolenia pilotów i obserwatorów i znalazły się na wyposażeniu Centralnej Szkoły Lotniczej w Upavon, siedmiu dywizjonów szkolnych i jednym dywizjonie zapasowym.

## Opis techniczny
Samolot DH.1 był dwupłatem o konstrukcji drewnianej, kratownicowej. W przedniej części kadłuba mieściła się gondola z miejscami dla załogi, z przodu kabina obserwatora, a za nią pilota. Za fotelami załogi znajdował się silnik napędzający śmigło pchające. Podwozie było stałe, klasyczne z płozą ogonową.